# Crush with Eyeliner
Crush with Eyeliner è un brano della band statunitense R.E.M.. La canzone è il terzo singolo estratto dal nono album della band Monster (1994).

## Successo commerciale
Il singolo fallì l'ingresso nella Billboard Hot 100 ma entrò alla tredicesima posizione della Bubbling Under Hot 100.

## Tracce

### 12" and CD Maxi-Single
1. "Crush with Eyeliner" – 4:39
2. "Fall on Me" (live)1 – 3:23
3. "Me In Honey" (live)1 – 4:18
4. "Finest Worksong" (live)1 – 4:18

### 7" Single
1. "Crush with Eyeliner" (album version) – 4:39
2. "Crush with Eyeliner" (instrumental version) – 4:39

## Classifiche
| Classifica (1995)             | Posizione massima |
| ----------------------------- | ----------------- |
| Belgio (Fiandre)              | 45                |
| Canada                        | 28                |
| Irlanda                       | 21                |
| Italia                        | 12                |
| Regno Unito                   | 23                |
| Stati Uniti                   | 113               |
| Stati Uniti (alternative)     | 33                |
| Stati Uniti (mainstream rock) | 20                |